# Wenn du noch eine Mutter hast
Wenn du noch eine Mutter hast è un film muto del 1924 diretto da Dezsö Kertész.

## Produzione
Il film fu prodotto dalla Sascha-Film

## Distribuzione
Venne presentato in prima a Vienna il 2 maggio 1924 con il titolo originale Wenn du noch eine Mutter hast. In Germania, prese il titolo di Zirkus Brown.